# Парри, Ричард
Ричард Рид Парри (род. 4 октября 1977) — канадский мульти-инструменталист, композитор и член инди-рок-группы Arcade Fire, где он играет на широком спектре инструментов, часто переключаясь между следующими инструментами: контрабас, челеста, клавишные, ударные, гитара, и аккордеон. Он также является членом Bell Orchestre, в котором он в основном играет на контрабасе и, фактически, является продюсером. Ранее он был членом группы новых международных стандартов, с Тимом Кингсбери и Джереми Гара.
Давний участник, наряду с мужем и женой, авторами песен, дуэтом — Уин Батлер и Реджин Шассан, он выступил сопродюсером дебютного EP, Arcade Fire и принёс напарника из новых международных стандартов — Тима Кингсбери. Он также внёс вклад в музыкальные альбомы The Unicorns and Islands. В 2006 году, на последнем альбоме Return to the Sea, он играл на нескольких инструментах, исполнил партии бэк-вокала и написал струнные аранжировки.

## Биография
Парри — выходец из музыкальной семьи. Его покойный отец, Дэвид Пэрри, играл в Торонто в фольклорном ансамбле Friends of Fiddler’s Green. Его мать, Каролина Балдерстон Парри, поэт и музыкант, и его сестра, Евелин Парри, певец, композитор и исполнитель разговорного слова.
Парри поступил в среднюю школу Кентербери в Оттаве, Онтарио, Канада и был одним из десяти членов Литературной программы искусств (первого поколения). Его одноклассниками были также такие звёзды, как автор Атлантиды, Мартин Джеро и комика Курт Смитон из The Holmes Show.
В середине 1990-х, он работал летними периодами в вегитарианском лагере недалеко от Челси, провинция Квебек, называемый Camp Au Grand Bois.
В конце 1990 и начале 2000-х годов он учился электроакустике и современному танцу в университете Конкордия в Монреале.
20 января 2007 Парри вернулся в среднюю школу Кентербери, чтобы выступить совместно с Arcade Fire в столовой школы. Всего 400 студентам и сотрудникам было разрешено принять участие в шоу. Предварительно, эти выбранные имели возможность прослушать новые, не издававшиеся песни из нового альбома Arcade Fire. После шоу, была непродолжительная автограф-сессия и студенты встретились с участниками группы.
Парри сотрудничал с The National над их треком из альбома 2010 года High Violet и появился с ними, играя на контрабасе, в Vevo-турнире. Он присоединился к ним на сцене в качестве гостя во время их выступления на Lollapalooza 2010 (на котором, также, выступали Arcade Fire), а также во время короткого периода Arcade Fire’s 2011 US tour, в котором The National выступали в качестве открывающих концерты.
Вероисповедание — квакер.